# Atletismo nos Jogos Pan-Americanos de 1991 - 20 km marcha atlética masculina
A prova dos 20 km da marcha atlética masculina nos Jogos Pan-Americanos de 1991 foi realizada em 4 de agosto em Havana, Cuba.

## Medalhistas
| Ouro                       | Prata                   | Bronze                   |
| Héctor Moreno COL Colômbia | Joel Sánchez MEX México | Marcelo Palma BRA Brasil |

### Final
| Posição           | Nome            | Nacionalidade      | Tempo   | Notas |
| ----------------- | --------------- | ------------------ | ------- | ----- |
| Medalha de ouro   | Héctor Moreno   | COL Colômbia       | 1:24:56 |       |
| Medalha de prata  | Joel Sánchez    | MEX México         | 1:25:45 |       |
| Medalha de bronze | Marcelo Palma   | BRA Brasil         | 1:26:42 |       |
| 4                 | Sérgio Galdino  | BRA Brasil         | 1:27:56 |       |
| 5                 | Ernesto Canto   | MEX México         | 1:28:22 |       |
| 6                 | Julio Urías     | GUA Guatemala      | 1:29:26 |       |
| 7                 | Rivardo Risquet | CUB Cuba           | 1:30:33 |       |
| 8                 | Tim Lewis       | USA Estados Unidos | 1:31:07 |       |